# Ministério do Turismo (Brasil)
Ministério do Turismo (MTur) é um órgão do governo do Brasil que objetiva "desenvolver o turismo como atividade econômica autossustentável em geração de empregos e divisas, proporcionando inclusão social".

## História
Foi criado como pasta autônoma por meio da Medida Provisória nº 103, de 1 de janeiro de 2003, posteriormente convertida na lei nº 10.683, de 28 de maio de 2003. Anteriormente suas atividades eram desempenhadas pelo Ministério do Esporte e Turismo (medida provisória nº 2.216-37/2001).
É composto pela Secretaria Nacional de Políticas do Turismo, Secretaria Nacional de Programas de Desenvolvimento do Turismo, e pelo Agência Brasileira de Promoção Internacional do Turismo (Embratur), antiga Empresa Brasileira de Turismo.
A Secretaria Nacional de Políticas do Turismo (SNPT-MTur) tem como função tratar da política nacional relativa ao setor em consonância com as determinações do Conselho Nacional do Turismo. É também responsável por criar políticas para fomentar a atividade.
A Secretaria Nacional de Programas de Desenvolvimento do Turismo (SNPDT-MTur) tem como principal atividade tratar da ampliação da infraestrutura em localidades turísticas ou com forte potencial turístico além de trabalhar para a melhoria da qualidade dos serviços prestados por empresas do setor turístico.
A Embratur é a antiga Empresa Brasileira de Turismo que se reformulou. Tendo sua criação, em 18 de novembro de 1966, a Embratur tinha como função fomentar a atividade, a geração de emprego no setor e o desenvolvimento da atividade em todo o Brasil. Hoje o Instituto "concentra-se na promoção, no marketing e apoio à comercialização dos produtos, serviços e destinos turísticos" Levando a marca e as imagens do Brasil para o exterior.
O Ministério do turismo trabalha para a atividade turística cadastrando as empresas do setor tais como as agências de viagens e turismo, as operadoras de Turismo, as transportadoras turísticas e os profissionais como os guias de turismo, turismólogos, os agentes de viagens, além de produzir o planejamento do setor e fomentar a atividade.
Em 9 de agosto de 2011, no governo Dilma Rousseff, a Polícia Federal desmantelou um suposto esquema de desvio de verbas do orçamento da União por meio de emendas parlamentares. De acordo com a PF, há fraude no convênio de 4,4 milhões de reais firmado em 2009 entre o ministério e o Ibrasi, que deveria ter beneficiado 1.900 pessoas por meio de cursos de capacitação.
Em 16 de junho de 2016, Henrique Eduardo Alves pediu para renunciar do cargo, devido citação em delação premiada do ex-presidente da Transpetro, Sérgio Machado. A sua exoneração foi publicada no Diário Oficial da União, em 17 de junho de 2016. Em seguida assumiu interinamente o cargo, o secretário executivo da pasta Alberto Alves. Em 5 de outubro de 2016, o deputado federal Marx Beltrão do PMDB/AL, assumiu o cargo de ministro.

## Políticas e programas

### Vai Brasil
O Vai Brasil é um projeto desenvolvido pelo MTur com o intuito de disponibilizar a todos os brasileiros condições de acessarem pacotes de turismo com origem em todos os Estados e destino para todos os Estados do Brasil. Há também a preocupação em disponibilizar às empresas brasileiras de turismo um processo de inter-relação e o acesso a uma rede de relacionamentos e vasta campanha de mídia em meios de comunicação em âmbito nacional.[carece de fontes?]